# Liste der Biografien/Mae
Liste der Biografien |
Portal Biografien |
Personensuche
# |
A |
B |
C |
D |
E |
F |
G |
H |
I |
J |
K |
L |
M |
N |
O |
P |
Q |
R |
S |
T |
U |
V |
W |
X |
Y |
Z |
?
 
Ma |
Mb |
Mc |
Md |
Me |
Mf |
Mg |
Mh |
Mi |
Mj |
Mk |
Ml |
Mm |
Mn |
Mo |
Mp |
Mq |
Mr |
Ms |
Mt |
Mu |
Mv |
Mw |
Mx |
My |
Mz
 
Maa |
Mab |
Mac |
Mad |
Mae |
Maf |
Mag |
Mah |
Mai |
Maj |
Mak |
Mal |
Mam |
Man |
Mao |
Map |
Maq |
Mar |
Mas |
Mat |
Mau |
Mav |
Maw |
Max |
May |
Maz
Die Liste der Biografien führt alle Personen auf, die in der deutschsprachigen Wikipedia einen Artikel haben. Dieses ist eine Teilliste mit 361 Einträgen von Personen, deren Namen mit den Buchstaben „Mae“ beginnt.

## Mae
- Mae Kut († 1564), König des laotischen Königreiches Lan Na im heutigen Nord-Thailand
- Mäe, Aivar (* 1960), estnischer Dirigent
- Mae, Audra (* 1984), US-amerikanische Singer-Songwriterin
- Maé, Christophe (* 1975), französischer SängerChristophe Maé (* 1975)

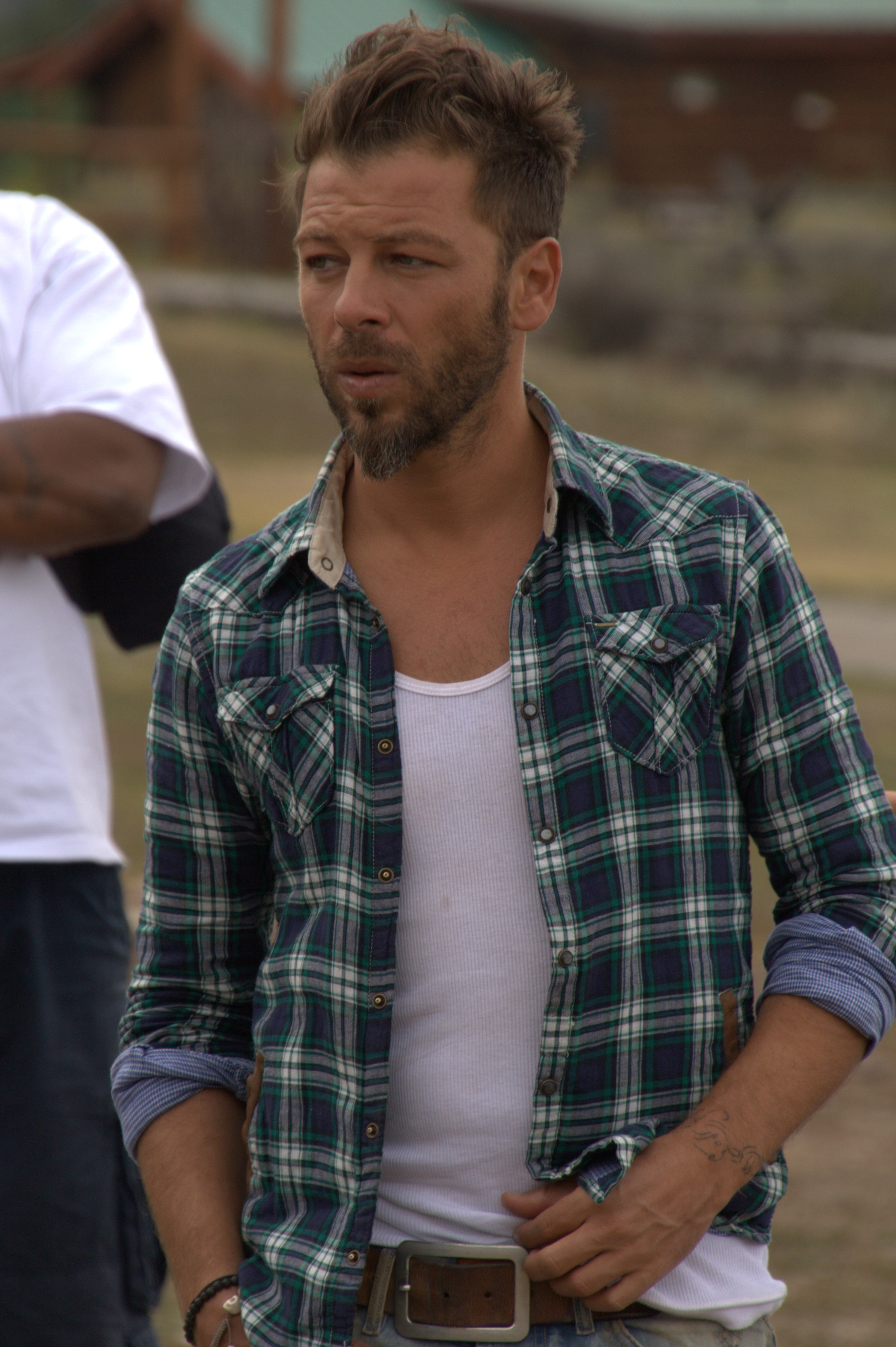
Christophe Maé (* 1975)

- Mae, Hiroyuki (* 1995), japanischer Fußballspieler
- Mäe, Hjalmar (1901–1978), estnischer Politiker und Kollaborateur
- Mae, Ho-young (* 1971), südkoreanischer Fußballschiedsrichter
- Mae, Jaak (* 1972), estnischer Skilangläufer
- Mae, Maggie (1960–2021), deutsche Schlagersängerin und Schauspielerin
- Mae, Takayuki (* 1993), japanischer Fußballspieler
- Mãe, Valter Hugo (* 1971), portugiesischer Schriftsteller, Musiker und bildender Künstler

### Maeb
- Maebara, Issei (1834–1876), japanischer Samurai

### Maec
- Maecenas, Gaius († 8 v. Chr.), römischer Politiker und Mäzen
- Maechler, Andréa (* 1969), Schweizer Wirtschaftswissenschaftlerin
- Maechler, Winfried (1910–2003), deutscher evangelisch-lutherischer Theologe
- Maecilius Hilarianus, spätantiker römischer Politiker und Konsul (332)
- Maecius, griechischer Koroplast
- Maecius Celer, Lucius Roscius Aelianus, römischer Suffektkonsul (100)
- Maecius Celer, Marcus, römischer Suffektkonsul (101)
- Maecius Laetus, Quintus, römischer Konsul 215 und Prätorianerpräfekt
- Maecius Philotimus, Lucius, antiker römischer Toreut oder Händler
- Maecius Rufus, Marcus, römischer Statthalter
- Maeck, Klaus (* 1954), deutscher Filmproduzent
- Maecker, Franz Wilhelm (1855–1913), deutscher Landschafts- und Marinemaler sowie Radierer
- Maecker, Heinz (1913–1999), deutscher Physiker
- Maeckes (* 1982), Hip-Hop-Musiker, Rapper und ProduzentMaeckes (* 1982)

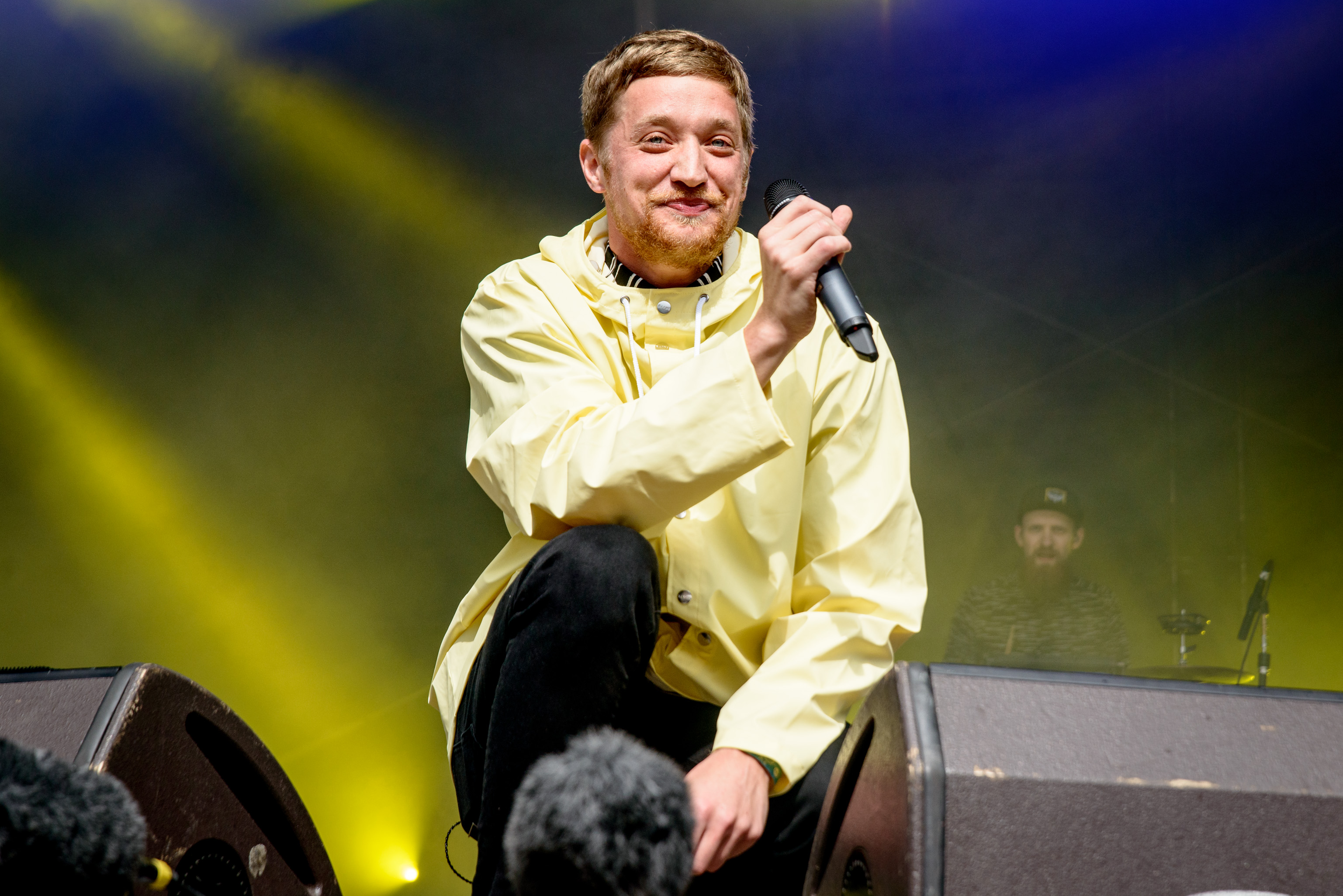
Maeckes (* 1982)

### Maed
- Maeda Masami (1892–1953), japanischer Offizier, Generalleutnant der Kaiserlich-Japanischen Armee
- Maeda Osamu (1887–1940), japanischer Offizier, Generalleutnant der Kaiserlich-Japanischen Armee
- Maeda Toshinari (1885–1942), japanischer Offizier, Generalleutnant der Kaiserlich-Japanischen Armee
- Maeda, Aki (* 1985), japanische Schauspielerin und Sängerin
- Maeda, Atsuko (* 1991), japanische Schauspielerin, Sängerin und Idol
- Maeda, Chisaki (* 1998), japanische Skirennläuferin und Grasskiläuferin
- Maeda, Daizen (* 1997), japanischer FußballspielerDaizen Maeda (* 1997)

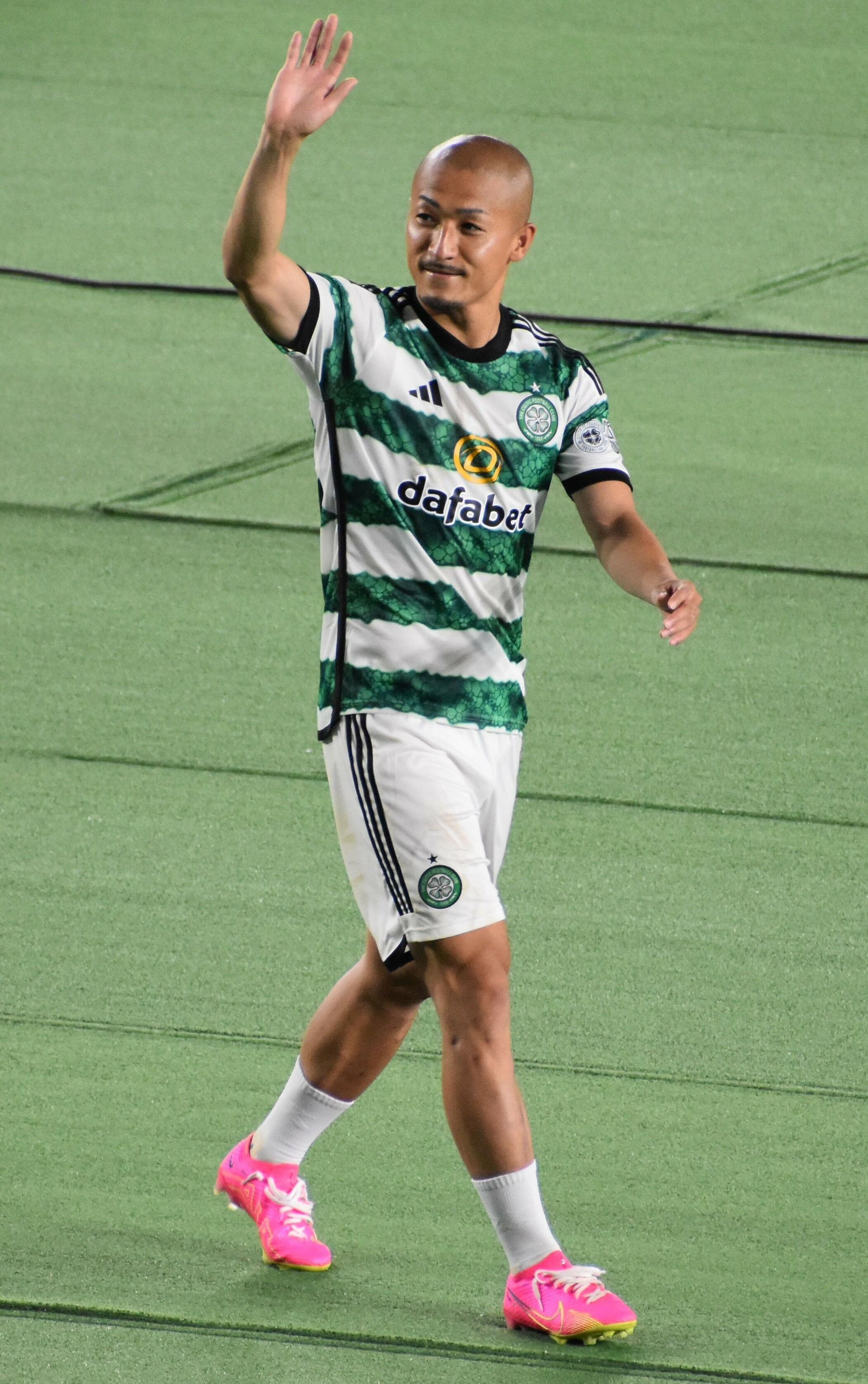
Daizen Maeda (* 1997)

- Maeda, Fumitomo (1897–1965), japanischer Mathematiker
- Maeda, Gen’i (1539–1602), japanischer buddhistischer Mönch, Staatsmann und Daimyō
- Maeda, Haruko (* 1983), japanische bildende Künstlerin
- Maeda, Hideki (* 1954), japanischer Fußballspieler
- Maeda, Hiroki (* 1994), japanischer Fußballspieler
- Maeda, Hiroki (* 1998), japanischer Fußballspieler
- Maeda, Hiroshi (1938–2021), japanischer Pharmakologe und Chemiker
- Maeda, Honami (* 1996), japanische Langstreckenläuferin
- Maeda, Ichika (* 2006), japanischer Fußballspieler
- Maeda, John (* 1966), US-amerikanischer Informatiker, Autor und Grafikgestalter
- Maeda, Jōsaku (1926–2007), japanischer Maler
- Maeda, Jun (1967–2006), japanischer Motorradrennfahrer
- Maeda, Jun (* 1975), japanischer Computer- und Videospielmusik-Komponist, Arrangeur, Autor und Liedtexter
- Maeda, Katsuhiko (* 1975), japanischer Komponist und Musiker
- Maeda, Kazuya (* 1982), japanischer Fußballspieler
- Maeda, Kazuya (* 1984), japanischer Fußballspieler
- Maeda, Keiko (* 1980), japanische Judoka
- Maeda, Kenta (* 1988), japanischer Baseballspieler
- Maeda, Kōichi (* 1991), japanischer Fußballspieler
- Maeda, Kōji (* 1969), japanischer Fußballspieler
- Maeda, Magoemon (1818–1865), japanischer Samurai
- Maeda, Mahiro (* 1963), japanischer Regisseur, Animator und Figurendesigner
- Maeda, Masafumi (* 1983), japanischer Fußballspieler
- Maeda, Masao (1904–1974), japanischer Maler und Holzschnittkünstler
- Maeda, Miyu (* 1996), japanische Tischtennisspielerin
- Maeda, Miyuki (* 1985), japanische Badmintonspielerin
- Maeda, Mutsuhiko (* 1947), japanischer Eisschnellläufer
- Maeda, Naoki (* 1994), japanischer Fußballspieler
- Maeda, Naoki (* 1996), japanischer Fußballspieler
- Maeda, Nobuhiro (* 1973), japanischer Fußballspieler
- Maeda, Norio (1934–2018), japanischer Jazzmusiker (Piano, Komposition)
- Maeda, Osamu (* 1965), japanischer Fußballspieler
- Maeda, Ryō (* 1992), japanischer Biathlet
- Maeda, Ryohei (* 1985), japanischer Fußballspieler
- Maeda, Ryōichi (* 1981), japanischer Fußballspieler
- Maeda, Ryōsuke (* 1994), japanischer Fußballspieler
- Maeda, Ryōsuke (* 1998), japanischer Fußballspieler
- Maeda, Ryūdai (* 2002), japanischer Fußballspieler
- Maeda, Sairi (* 1991), japanische Langstreckenläuferin
- Maeda, Sari (* 1990), japanische Biathletin
- Maeda, Seison (1885–1977), japanischer Maler der Nihonga-Richtung
- Maeda, Shōma (* 2002), japanischer Fußballspieler
- Maeda, Shū (* 1993), japanischer Fußballspieler
- Maeda, Shunbin (* 1932), japanischer Maler
- Maeda, Shunsuke (* 1986), japanischer Fußballspieler
- Maeda, Taiki (* 2005), japanischer Fußballspieler
- Maeda, Taira (* 2000), japanischer Fußballspieler
- Maeda, Takashi (* 1981), japanischer Fußballspieler
- Maeda, Takeshi (* 1937), japanischer Politiker
- Maeda, Tamon (1884–1962), japanischer Politiker
- Maeda, Tekison (1895–1947), japanischer Maler
- Maeda, Thomas Aquino Man’yō (* 1949), japanischer Geistlicher, römisch-katholischer Erzbischof von Osaka-Takamatsu und Kardinal
- Maeda, Toshiatsu (1856–1921), japanischer Fürst und Diplomat
- Maeda, Toshiie (1539–1599), japanischer DaimyōMaeda Toshiie (1539–1599)

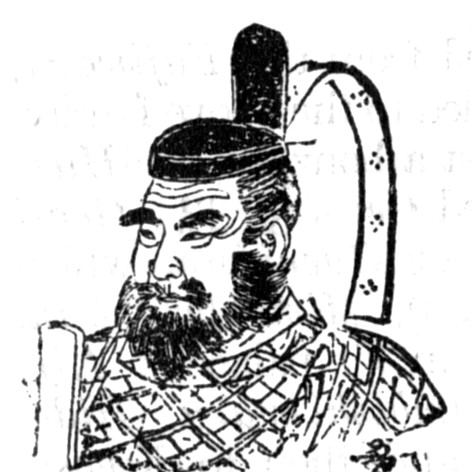
Maeda Toshiie (1539–1599)

- Maeda, Toshitsugu (1858–1900), japanischer Adeliger und Politiker
- Maeda, Tsunanori (1643–1724), japanischer Daimyō
- Maeda, Yoshiki (* 1975), japanischer Fußballspieler
- Maeda, Yūgure (1883–1951), japanischer Lyriker
- Maeda, Yūsuke (* 1984), japanischer Fußballspieler
- Maeda, Yūto (* 1994), japanischer Fußballspieler
- Maedakō, Hiroichirō (1888–1957), japanischer Schriftsteller und Mitglied der Proletarischen Literaturbewegung in Japan
- Maedebach, Heino (1913–1983), deutscher Kunsthistoriker und Museumsdirektor
- Maedebach, Mario (* 1949), deutscher Architekt
- Maedel, Karl-Ernst (1919–2004), deutscher Sachbuchautor
- Maedel, Rolf (1917–2000), österreichischer Komponist
- Maeder, Christoph (* 1956), Schweizer Soziologe
- Maeder, Fritz E. (1936–2018), Schweizer Kameramann
- Maeder, Hans (1909–1988), US-amerikanischer Pädagoge deutscher Herkunft
- Maeder, Herbert (1930–2017), Schweizer Fotograf, Fotojournalist und Politiker
- Maeder, Jso (* 1957), Schweizer Künstler
- Maeder, Karl-Heinz (1948–2013), deutscher Schachspieler
- Maeder, Kiki (* 1981), Schweizer Moderatorin und SchauspielerinKiki Maeder (* 1981)

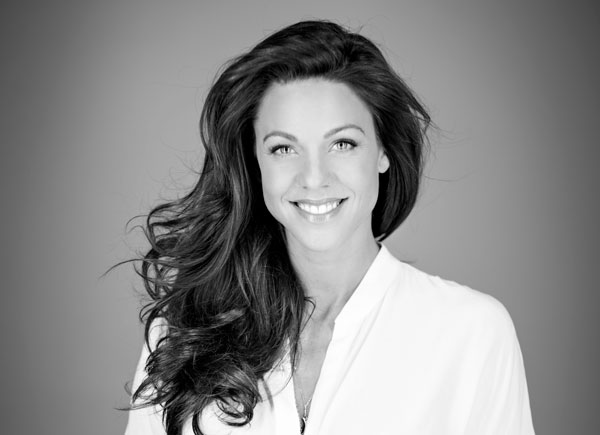
Kiki Maeder (* 1981)

- Maeder, Manfred (* 1945), deutscher Fußballspieler
- Maeder, Marcus (* 1971), Schweizer Klangkünstler und Komponist elektronischer Musik
- Maeder, Maximilian (* 2006), singapurisch-schweizerischer Kitesurfer
- Maeder, Philipp (1959–2011), Schweizer Polospieler
- Maeder, Stéphane (* 1961), Schweizer Schauspieler
- Maedge, Rainer (* 1944), deutscher Politiker (SPD), MdL
- Maedler, Tilo (* 1966), deutscher Generalmajor der LuftwaffeTilo Maedler (* 1966)

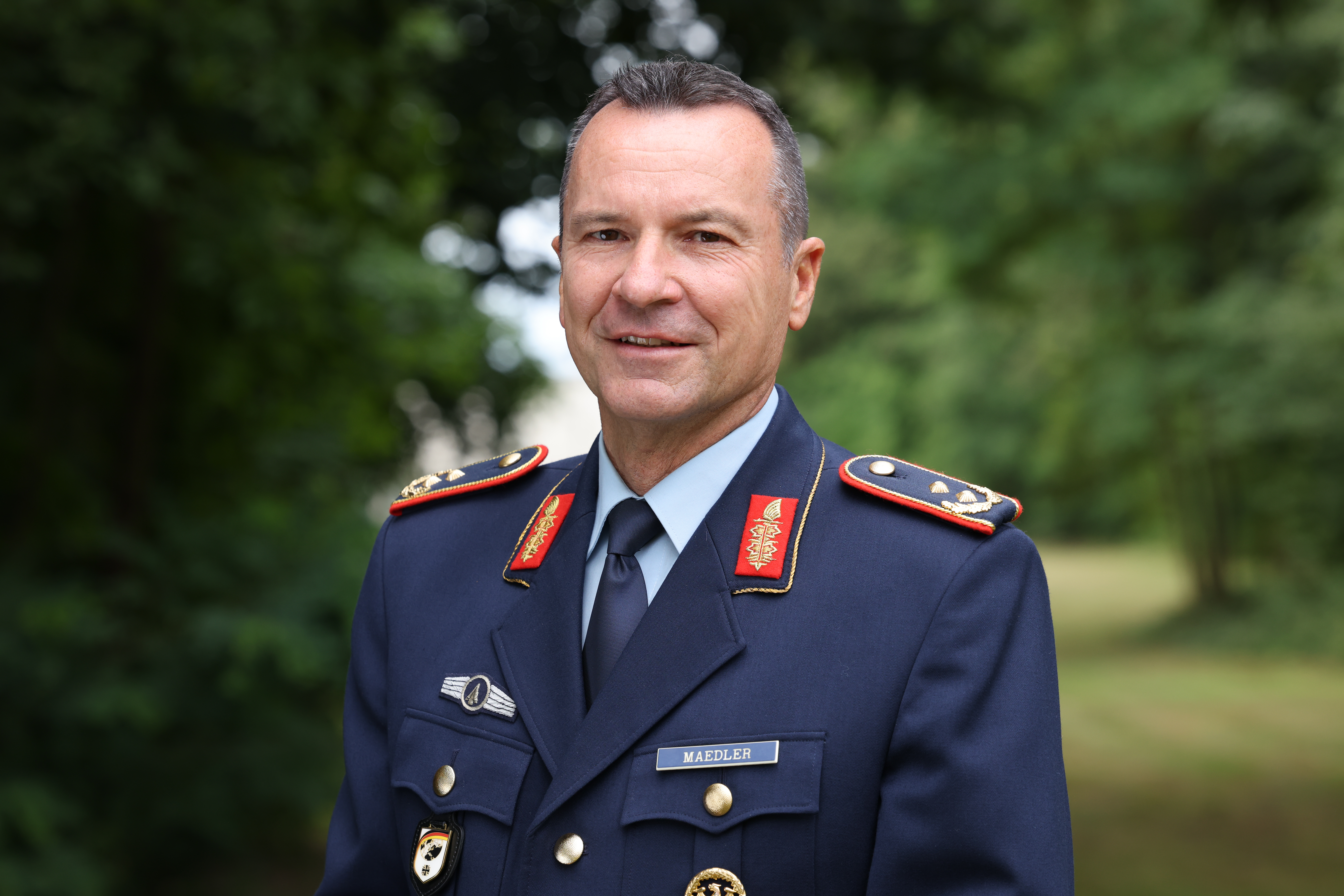
Tilo Maedler (* 1966)

### Maef
- Maefai, Lillian, Politikerin in den Salomonen
- Maeffert, Uwe (* 1943), deutscher Sachbuchautor und Strafverteidiger

### Maeg
- Maegaard, Preben (1935–2021), dänischer Pionier, Autor und Experte auf dem Gebiet der erneuerbaren Energien
- Maegawa, Masayuki (* 1984), japanischer Fußballspieler
- Maegerle, Anton, deutscher Journalist und Autor
- Maegerlein, Heinz (1911–1998), deutscher Sportjournalist
- Maeght, Aimé (1906–1981), französischer Lithograph, Kunsthändler, Galerist und Herausgeber
- Maeglin, Benedikt (1920–1992), Schweizer Zahnmediziner und Hochschullehrer
- Maeglin, Rudolf (1892–1971), Schweizer Maler, Zeichner und Holzschneider

### Maeh
- Maehara, Seiji (* 1962), japanischer Politiker
- Maehata, Hideko (1914–1995), japanische Schwimmerin
- Maehder, Jürgen (* 1950), deutscher Musikwissenschaftler und Opern-RegisseurJürgen Maehder (* 1950)

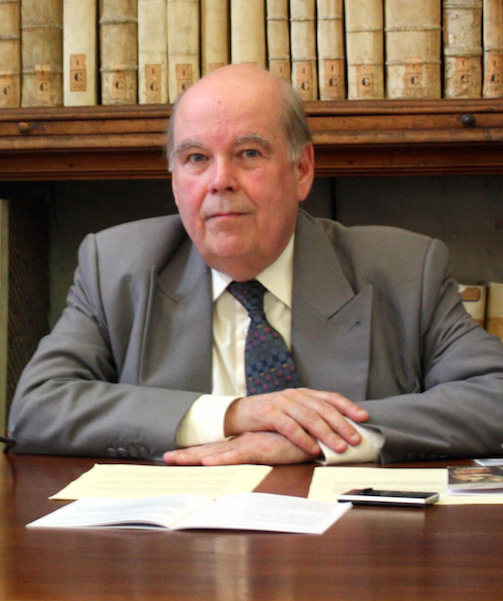
Jürgen Maehder (* 1950)

- Mæhle, Joakim (* 1997), dänischer Fußballspieler
- Maehler, Abundius (1777–1853), deutscher Oberbürgermeister von Koblenz
- Maehler, Herwig (1935–2021), deutscher Klassischer Philologe und Papyrologe
- Maehler, Tobias (* 1969), deutscher Schauspieler und Regisseur
- Mæhlum, Brit (* 1957), norwegische Linguistin
- Mæhlum, Odd (1921–2011), norwegischer Speerwerfer
- Maehnert, Sabine (* 1955), deutsche Archivarin und Leiterin des Stadtarchivs Celle

### Maei
- Maeijer, Vicky (* 1986), niederländische Politikerin (Partij voor de Vrijheid)
- Maeir, Aren (* 1958), israelischer Archäologe

### Maej
- Maejima, Hisoka (1835–1919), japanischer Politiker
- Maejima, Yōta (* 1997), japanischer Fußballspieler

### Maek
- Maek, Kevin (* 1988), deutscher Fußballspieler
- Maek, Mario (* 1964), deutscher Fußballspieler
- Maekawa Keietsu (1888–1974), japanischer Offizier, Generalleutnant der Kaiserlich-Japanischen Armee
- Maekawa, Daiya (* 1994), japanischer Fußballspieler
- Maekawa, Haruo (1911–1989), japanischer Bankfachmann
- Maekawa, Kazuya (* 1968), japanischer Fußballtorhüter
- Maekawa, Kunio (1905–1986), japanischer Architekt
- Maekawa, Samio (1903–1990), japanischer Lyriker
- Maekawa, Sempan (1888–1960), japanischer Holzschnitt-Künstler
- Maekawa, Steven (* 1967), US-amerikanischer Ordensgeistlicher, römisch-katholischer Bischof von Fairbanks
- Maekawa, Taiga (* 1996), japanischer Fußballspieler
- Maekawa, Tomoyuki (* 1999), japanischer Fußballspieler
- Maekel, Johann Hermann Julius (1826–1910), deutscher Porträt- und Landschaftsmaler
- Maeker, Siegfried (* 1938), deutscher Musikproduzent und Konzertveranstalter

### Mael
- Maël (* 1976), französischer Comiczeichner
- Máel Ísu, 1. Earl of Strathearn, schottischer Adeliger
- Máel Sechnaill mac Domnaill (949–1022), König von Mide und Hochkönig von Irland
- Mæland, Monica (* 1968), norwegische Politikerin der konservativen Partei Høyre
- Mæland, Øystein (* 1960), norwegischer Mediziner und Politiker
- Maelanga, Manasseh (* 1970), salomonischer Politiker
- Maelbrancke, André (1918–1986), belgischer Radrennfahrer
- Maelck, Stefan (* 1963), deutscher Schriftsteller und Publizist
- Maelcote, Odo van (1572–1615), Jesuit, Astronom und Mathematiker
- Maelduin († 688), König von Dalriada
- Maële, Martin van (1863–1926), französischer Zeichner und IllustratorMartin van Maële (1863–1926)

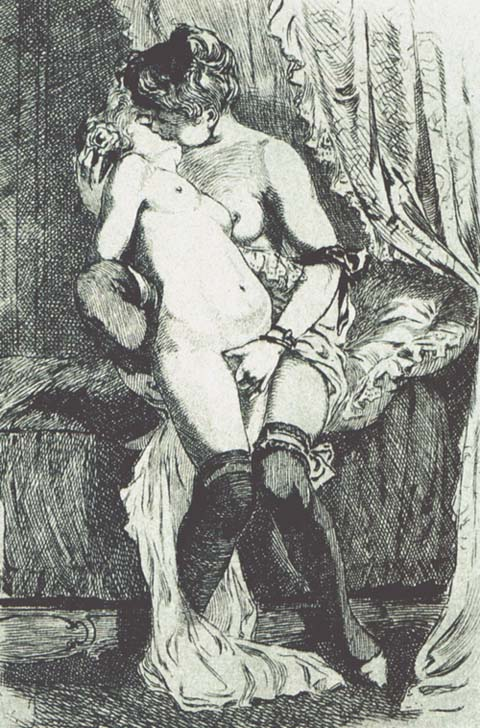
Martin van Maële (1863–1926)

- Maelgwn ab Owain, Fürst von Gwynedd
- Maelgwn ap Rhys († 1295), walisischer Rebell
- Maelgwn ap Rhys († 1230), walisischer Lord von Ceredigion aus der Dinefwr-Dynastie
- Maelgwn Fychan († 1257), Lord von Deheubarth in Südwales
- Maelgwn Hir ap Cadwallon, König von Gwynedd
- Maelicke, Bernd (* 1941), deutscher Jurist und Sozialwissenschaftler
- Maelius Thamyrus, Lucius, antiker römischer Toreut oder Händler
- Maelius, Spurius († 439 v. Chr.), reicher Römer und angeblicher Verschwörer
- Maella, Mariano Salvador (1739–1819), spanischer Maler
- Mäelo, Helmi (1898–1978), estnische Schriftstellerin und Journalistin
- Maelwael, Johan († 1415), flämischer Maler
- Maelzer, Carl Friedrich (1803–1872), deutscher Unternehmer
- Maelzer, Dennis (* 1980), deutscher Politiker (SPD), MdL

### Maem
- Maemae, Shama, salomonische Fußballschiedsrichterin
- Maemba Liwoke, Ferdinand (* 1939), kongolesischer Geistlicher, emeritierter Bischof von Lolo
- Mäemets, Aime (1930–1996), estnische Hydrobiologin
- Maempel, Bernhard (1816–1870), deutscher Verwaltungsbeamter und Parlamentarier
- Maempel, Carl (1859–1924), deutscher Richter und Politiker
- Maempel, Ernst (1794–1863), deutscher Kaufmann und Politiker im Fürstentum Schwarzburg-Sondershausen

### Maen
- Mäenalanen, Saku (* 1994), finnischer Eishockeyspieler
- Maendl-Lawrance, Liam (* 2004), deutscher Dartspieler
- Maendler, Karl (1872–1958), deutscher Instrumentenbauer
- Maendly, Sandy (* 1988), Schweizer FußballnationalspielerinSandy Maendly (* 1988)

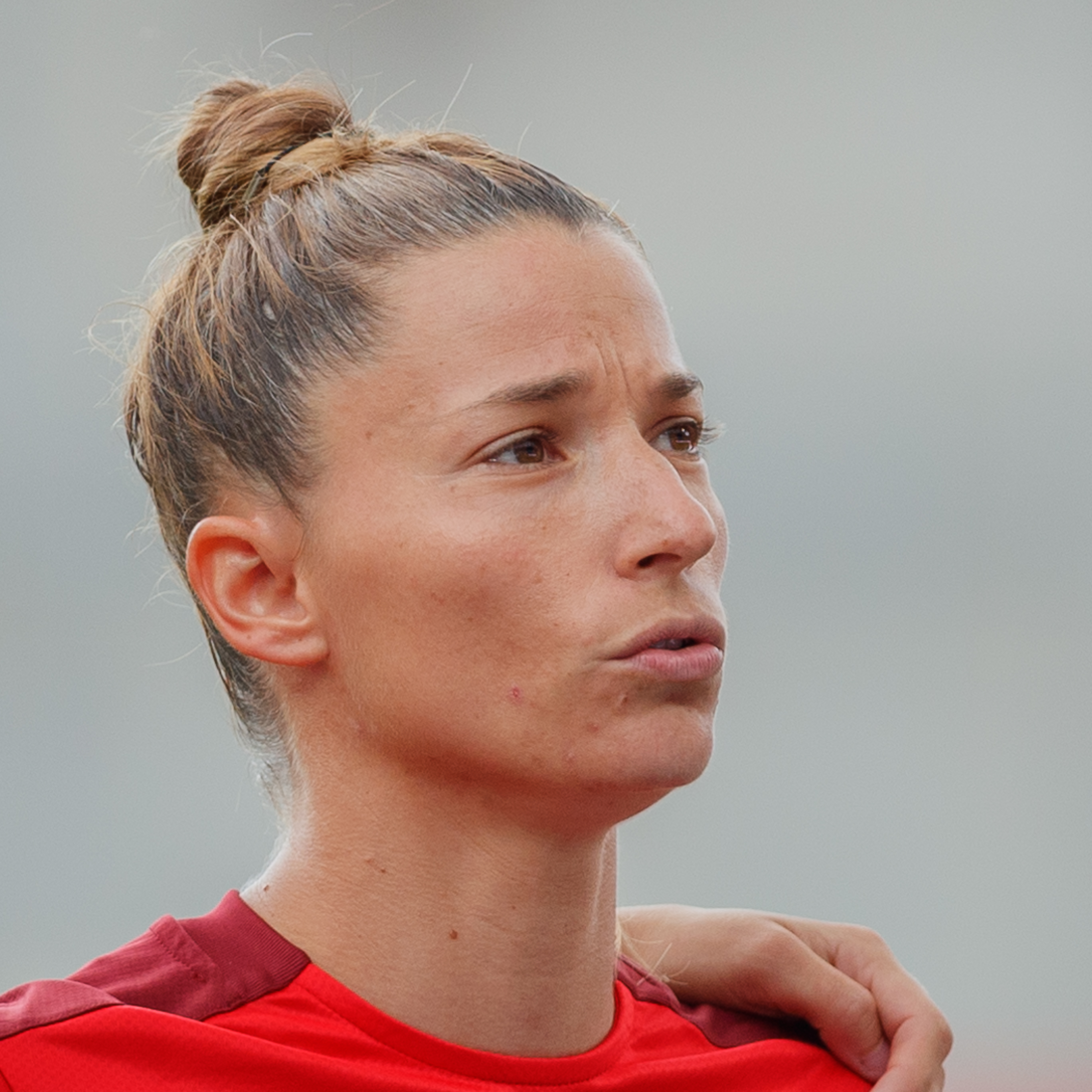
Sandy Maendly (* 1988)

- Maene, Stefaan (* 1972), belgischer Schwimmer
- Maenen, Jules (1932–2007), niederländischer Radrennfahrer
- Maenicke, Fritz (1892–1970), deutscher Bildhauer und Restaurator
- Maenicke, Kurt (1896–1990), deutscher Bauingenieur und Architekt
- Maenius Agrippa Lucius Tusidius Campester, Marcus, römischer Offizier (Kaiserzeit)
- Maenius Haniochus, Gaius, Centurio
- Maenius, Gaius, römischer Politiker und Diktator
- Maennchen, Adolf (1860–1920), deutscher Genre- und Landschaftsmaler sowie Hochschullehrer
- Maennchen, Albert (1873–1935), deutscher Maler
- Maenner, Irmgard (* 1959), deutsche Hörspielautorin
- Maenner, Karl (1850–1927), deutscher Reichsgerichtsrat
- Maennig, Wolfgang (* 1960), deutscher Ruderer; Hochschullehrer für Wirtschaftswissenschaften
- Maeno, Hiromu, japanischer Amateurastronom
- Maeno, Ryōtaku (1723–1803), japanischer Arzt und Pionier der „Hollandkunde“ (Rangaku)
- Maeno, Sophia (* 1984), deutsche Opernsängerin (Mezzosopran)
- Maeno, Takanori (* 1988), japanischer Fußballspieler
- Maeno, Tomoaki (* 1982), japanischer Synchronsprecher (Seiyū) und Sänger
- Mäenpää, Aimo (1937–2018), finnischer Ringer
- Mäenpää, Jari (* 1977), finnischer Sänger und GitarristJari Mäenpää (* 1977)

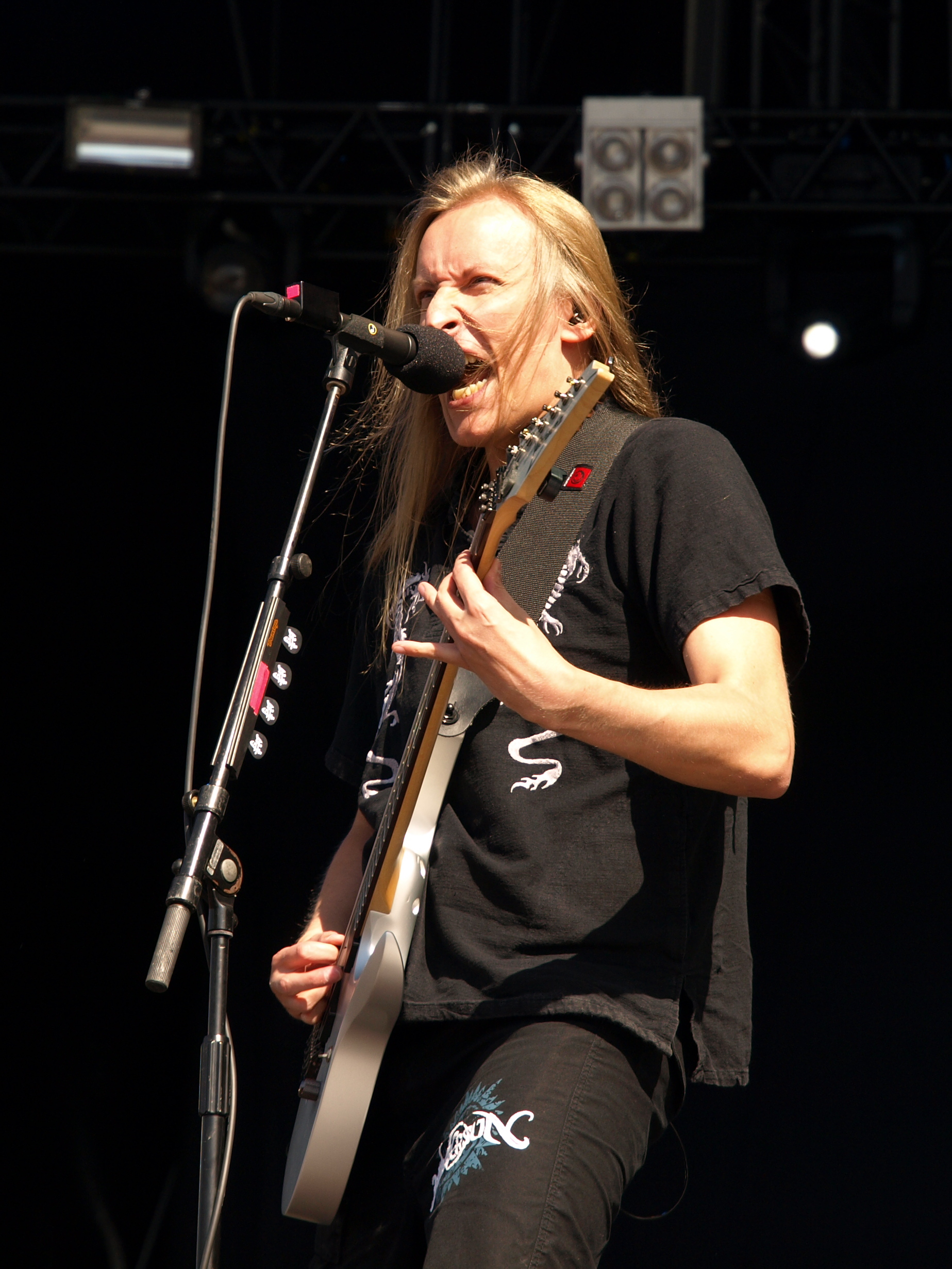
Jari Mäenpää (* 1977)

- Mäenpää, Mikko (* 1983), finnischer Eishockeyspieler
- Mäenpää, Niki (* 1985), finnischer Fußballtorwart
- Mäenpää, Outi (* 1962), finnische Schauspielerin
- Maenss, Ivar (1908–2003), deutscher Diplomat
- Maentell, Gustav (1821–1907), preußischer Generalleutnant
- Maenz, Paul (* 1939), deutscher Kunsthändler, Kunstsammler und Kurator
- Maenza, Ernestina (1908–1995), spanische Skirennläuferin
- Maenza, Vincenzo (* 1962), italienischer Ringer

### Maeo
- Maeonius († 267), palmyrenischer Attentäter und Usurpator

### Maer
- Mâer, Ute van der (* 1971), deutsche Musikpädagogin, Germanistin und Komponistin
- Maercken zu Geerath, Curt von (1887–1945), deutscher Jurist und Verwaltungsbeamter
- Maercken zu Geerath, Jürgen von (1915–1945), deutscher Offizier
- Maercken, Franz Gottfried von (1768–1833), deutscher Jurist und königlich preußischer Beamter
- Maercker, Andreas (* 1960), deutscher Hochschullehrer und Psychologe
- Maercker, Christian (* 1964), amerikanisch-deutscher Biologe und Hochschullehrer
- Maercker, Georg (1865–1924), deutscher GeneralmajorGeorg Maercker (1865–1924)

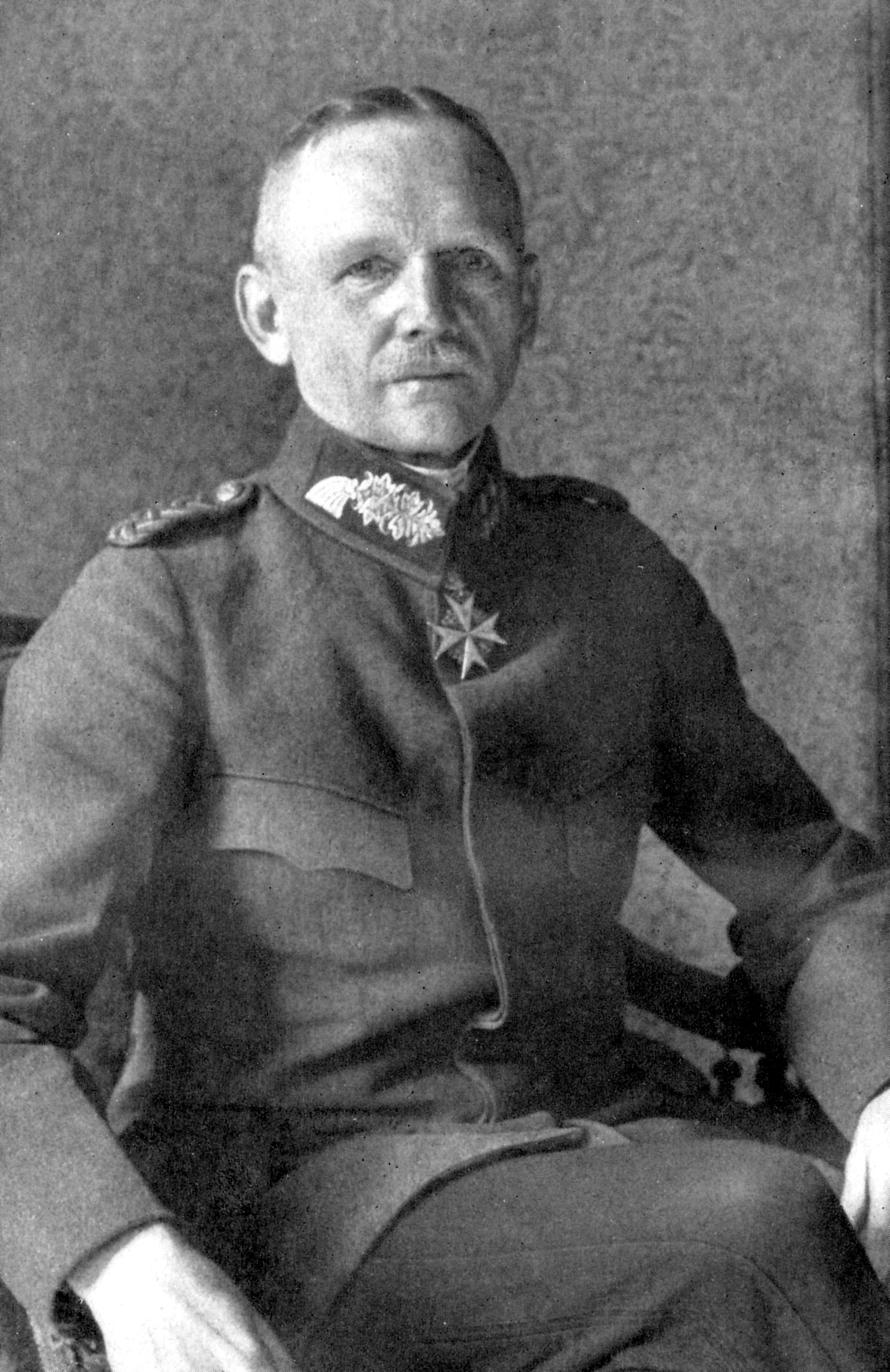
Georg Maercker (1865–1924)

- Maercker, Hans von (1850–1908), Historiker, akademisch gebildeter Privatgelehrter, Landwirt und Gutsbesitzer
- Maercker, Leberecht (1808–1878), deutscher Instrumentenbauer
- Maercker, Max (1842–1901), deutscher Agrikulturchemiker
- Maercker, Otto (1899–1978), deutscher evangelisch-lutherischer Geistlicher, dessen Verurteilung wegen Boykotthetze in einem Schauprozess als Signal einer repressiven Kirchenpolitik der DDR gesehen wurde
- Maerker, Anton († 1866), deutscher Verwaltungsbeamter
- Maerker, Christa (1941–2023), deutsche Journalistin, Filmkritikerin, Dokumentarfilm-, Drehbuch- und Hörspielautorin
- Maerker, Julius (1870–1914), deutscher Marineoffizier
- Maerker, Karl Anton (1803–1871), preußischer Jurist und Politiker
- Maerker, Michael (1955–2005), deutscher Bildhauer
- Maerker, Otto (1891–1967), deutscher Bildhauer
- Maerker, Paul (1856–1942), deutscher Hofbankier und Schatzmeister einer Stiftung
- Maerker, Rudolf (1927–1987), deutscher Journalist, Spion des Staatssicherheitsdienstes der DDR
- Maerkl, Heinrich (1912–1983), deutscher Politiker (Bayernpartei), MdB
- Maerschalck, Charles (1887–1954), belgischer Turner
- Maertens, August (* 1860), Mitglied des Provinziallandtages der Provinz Hessen-Nassau
- Maertens, Erhard (1891–1945), deutscher Vizeadmiral
- Maertens, Freddy (* 1952), belgischer Radrennfahrer
- Maertens, Hans-Michael (1939–2015), deutscher Politiker (CDU), MdL
- Maertens, Kai (* 1958), deutscher Schauspieler
- Maertens, Mathieu (* 1995), belgischer Fußballspieler
- Maertens, Michael (* 1963), deutscher SchauspielerMichael Maertens (* 1963)

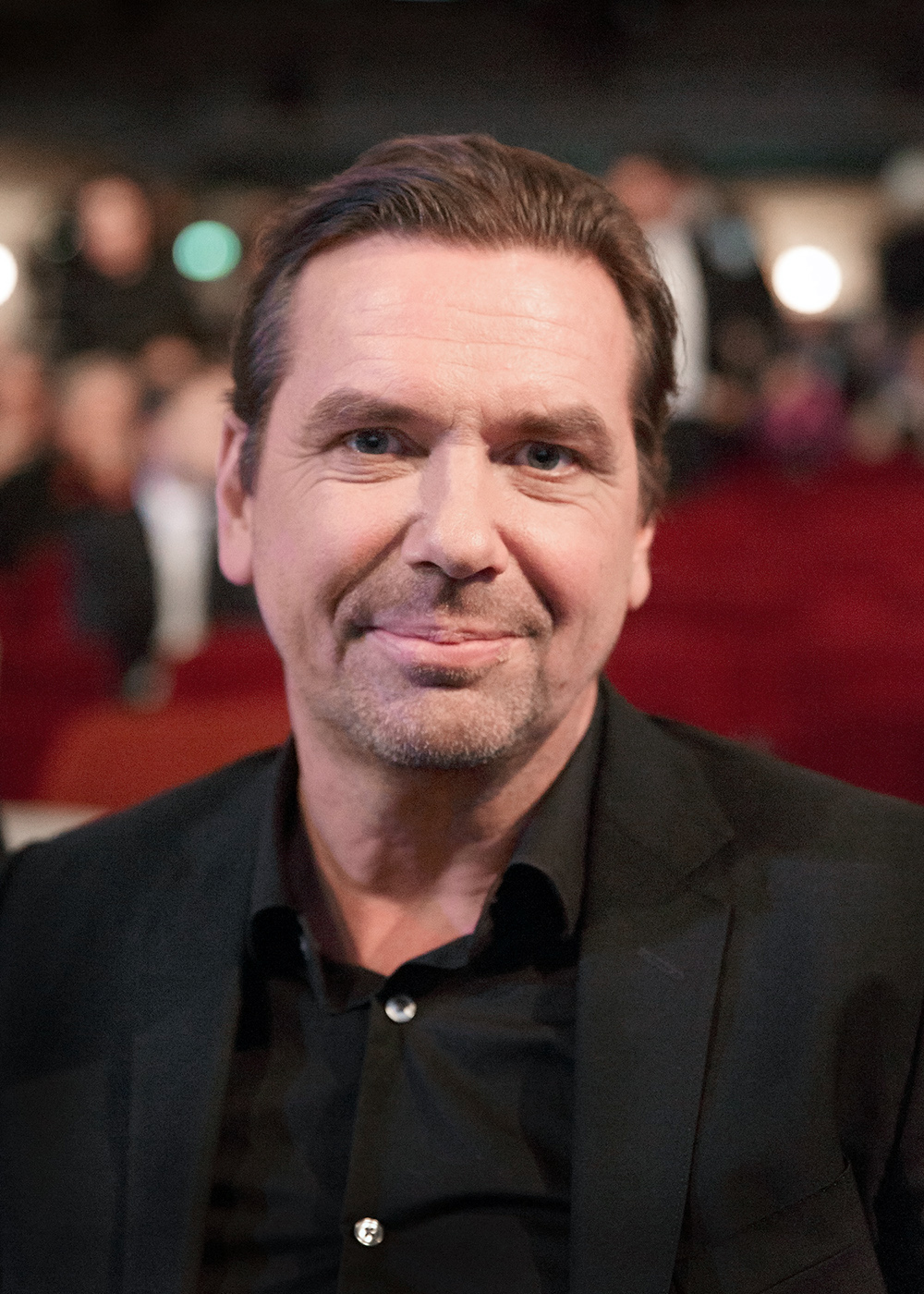
Michael Maertens (* 1963)

- Maertens, Miriam (* 1970), deutsche Schauspielerin
- Maertens, Peter (1931–2020), deutscher Schauspieler
- Maertens, Pia (* 1999), deutsche Hockeyspielerin
- Maertens, Rémy, belgischer Tauzieher
- Maertens, Willi (1915–2012), deutscher Musikerzieher und Dirigent
- Maertens, Willy (1893–1967), deutscher Schauspieler, Theaterregisseur, Theaterintendant und Schauspiellehrer
- Maerth, Oscar Kiss (1914–1990), britischer Unternehmer und Esoteriker
- Maerthesheimer, Artur Karl (1908–2006), deutscher Bildhauer
- Maertin, Christine (* 1960), deutsche Badmintonspielerin
- Maertin, Karl (1882–1934), westfälischer Dichter und Bildhauer
- Maertin, Karl Heinrich (1910–1958), deutscher Maler und Hochschullehrer
- Maerz, Alexandra (* 1972), deutsche Basketballtrainerin
- Maerz, Benjamin (* 1988), deutscher Koch und Unternehmer
- Maerz, Franz Borgias (1848–1910), deutscher Orgelbauer
- Maerz, Marion (* 1943), deutsche SchlagersängerinMarion Maerz (* 1943)

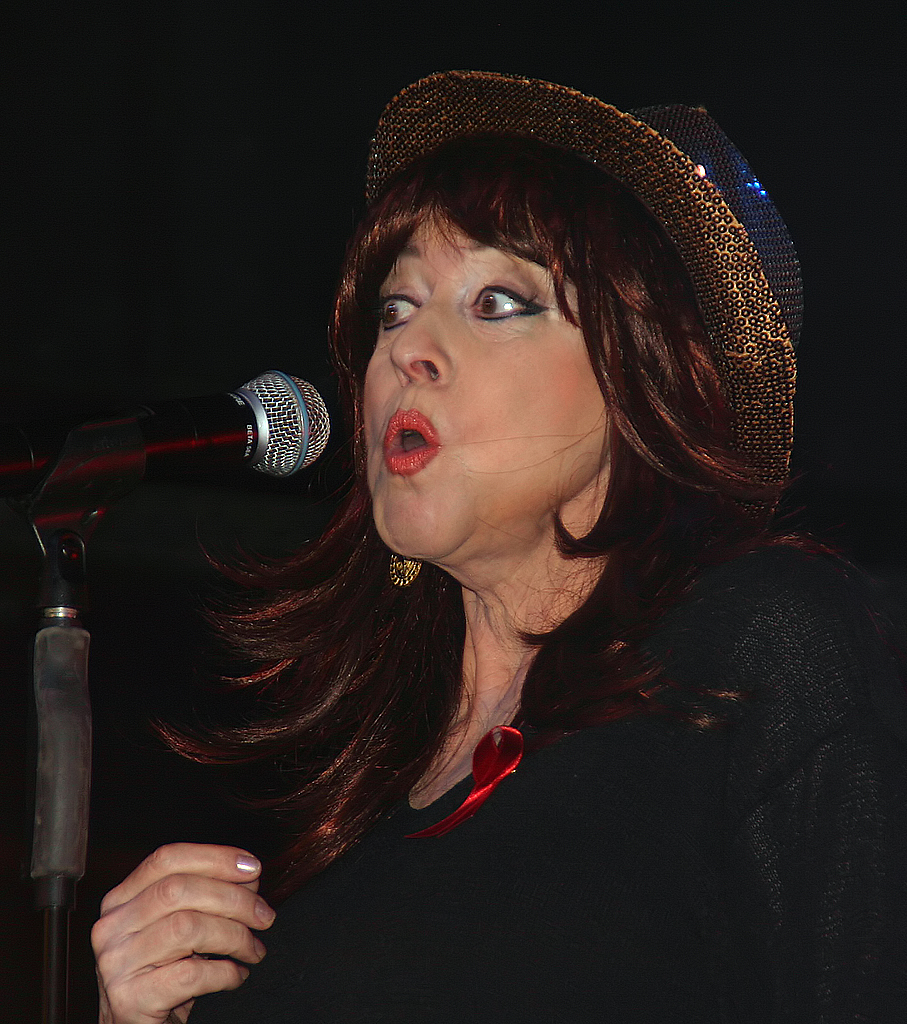
Marion Maerz (* 1943)

- Maerz, Max (1812–1879), deutscher Orgelbauer
- Maerz, Wilhelm (* 1893), Oberbürgermeister der Stadt Mülheim an der Ruhr (1933–1936)
- Maerz, Wolfgang (1941–2001), deutscher Politiker (SPD), MdA

### Maes
- Maes (* 1995), französischer RapperMaes (* 1995)

Maes (* 1995)

- Maes, Alexander (1901–1973), belgischer Radrennfahrer
- Maes, Beate (* 1966), deutsche Schauspielerin
- Maes, Caroline (* 1976), belgische Schauspielerin
- Maes, Caroline (* 1982), belgische Tennisspielerin
- Maes, Dan (* 1961), US-amerikanischer Politiker (Republikaner)
- Maes, Elke (* 1943), deutsche Politikerin (CDU), MdA
- Maës, Eugène (1890–1945), französischer Fußballspieler
- Maes, Eugène Rémy (1849–1931), belgischer Tiermaler
- Maes, Femke (* 1980), belgische Fußballspielerin
- Maes, Gilbert (* 1938), belgischer Radrennfahrer
- Maes, Gino (* 1957), belgischer Fußballspieler
- Maes, Jan Baptist Lodewyck (1794–1856), belgischer Genremaler
- Maes, Jef (1905–1996), belgischer Komponist und Dozent
- Maes, Joseph (1882–1960), belgischer Ethnologe und Museumsverwalter
- Maes, Marcel (1944–1997), belgischer Radrennfahrer
- Maes, Mathieu (1944–2017), belgischer Radrennfahrer
- Maes, Merel (* 2005), belgische Hochspringerin
- Maes, Nicolaes (* 1634), holländischer Maler
- Maes, Nikolas (* 1986), belgischer Radrennfahrer
- Maes, Nikolaus von († 1532), Priester und Abt
- Maes, Pattie (* 1961), belgische Informatikerin und Professorin am MIT
- Maes, Paul, belgischer Radrennfahrer
- Maes, Paul (* 1943), belgischer Radrennfahrer
- Maes, Roger (1943–2021), belgischer Volleyballspieler
- Maes, Romain (1912–1983), belgischer Radrennfahrer
- Maes, Sam (* 1998), belgischer Skirennläufer
- Maes, Sylvère (1909–1966), belgischer Radrennfahrer
- Maës, Tove (1921–2010), dänische Schauspielerin
- Maes, Ursula (* 1921), deutsche Kostümbildnerin
- Maese, Joe (* 1978), US-amerikanischer American-Football-Spieler
- Maesér, Jean (* 1966), deutscher Schauspieler
- Maeshiro, Ken’ya (* 1995), japanischer Fußballspieler
- Maesius Tertius, Gaius, römischer Offizier (Kaiserzeit)
- Maesius Titianus, Gaius, römischer Konsul 245
- Maeß, Emanuel (* 1977), deutscher Schriftsteller
- Maeß, Gerhard (1937–2016), deutscher Mathematiker und Hochschullehrer
- Maessen, Bianca, niederländische Sängerin und ehemaliges Mitglied der Bands Hearts of Soul und Dream Express
- Maessen, Hubert (1947–2015), niederländischer Politologe, Autor und Herausgeber von Sachbüchern
- Maessen, Patricia († 1996), niederländische Sängerin und ehemaliges Mitglied der Bands Hearts of Soul und Dream Express
- Maessen, Raimund (* 1964), deutscher Drehbuchautor, Dramaturg und Komponist
- Maeßen, Servatius (* 1944), deutscher Generalmajor der Luftwaffe der Bundeswehr
- Maessen, Stella (* 1953), niederländische Sängerin
- Maesso, José Gutiérrez (1920–2016), spanischer Filmproduzent, Regisseur und Drehbuchautor
- Maëster (* 1959), französischer Comic-Zeichner
- Maestertius, Jacobus (1610–1658), belgischer Rechtsgelehrter
- Maestranzi, Silvio (* 1934), italienischer Fernsehregisseur
- Maestre Anes, Seefahrer
- Maestre, Cristina (* 1975), spanische Sozialarbeiterin und Politikerin (PSOE), MdEP
- Maestre, Gabriel (* 1986), venezolanischer Boxer
- Maestrelli, Francesco (* 2002), italienischer Tennisspieler
- Maestrelli, Tommaso (1922–1976), italienischer Fußballspieler und -trainer
- Maestri, Ambrogio (* 1970), italienischer Opernsänger (Bassbariton)
- Maestri, Cesare (1929–2021), italienischer Kletterer und AlpinschriftstellerCesare Maestri (1929–2021)

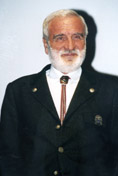
Cesare Maestri (1929–2021)

- Maestri, Fabio (* 1956), italienischer Pianist, Cembalist, Dirigent, Komponist und Musikpädagoge
- Maestri, Guy (* 1974), australischer Maler
- Maestri, Luca (* 1963), italo-amerikanischer Manager und Finanzfachmann
- Maestri, Mirco (* 1991), italienischer Radrennfahrer
- Maestri, Sarah (* 1979), italienische Schauspielerin und Schriftstellerin
- Maestrini, Liliane (* 1987), brasilianische Beachvolleyballspielerin
- Maestro (* 1968), kanadischer Rapper, Musikproduzent, Schauspieler und Autor
- Maestro (* 1991), deutscher Rapper
- Maestro (* 1997), Schweizer Musikkünstler
- Maestro Arsenio, Goldschmied und Medailleur
- Maestro dei Baldraccani, italienischer Maler
- Maestro delle Vele, italienischer Maler des Mittelalters
- Maestro di Forlì, italienischer Maler
- Maestro di San Francesco, italienischer Maler
- Maestro di Tolentino, italienischer Maler des Mittelalters
- Maestro Martino, schweizerisch-italienischer Renaissance-Koch und Kochbuchautor
- Maestro, Johnny (1939–2010), US-amerikanischer Sänger
- Maestro, Mía (* 1978), argentinische Schauspielerin und Sängerin in der klassischen MusikMía Maestro (* 1978)

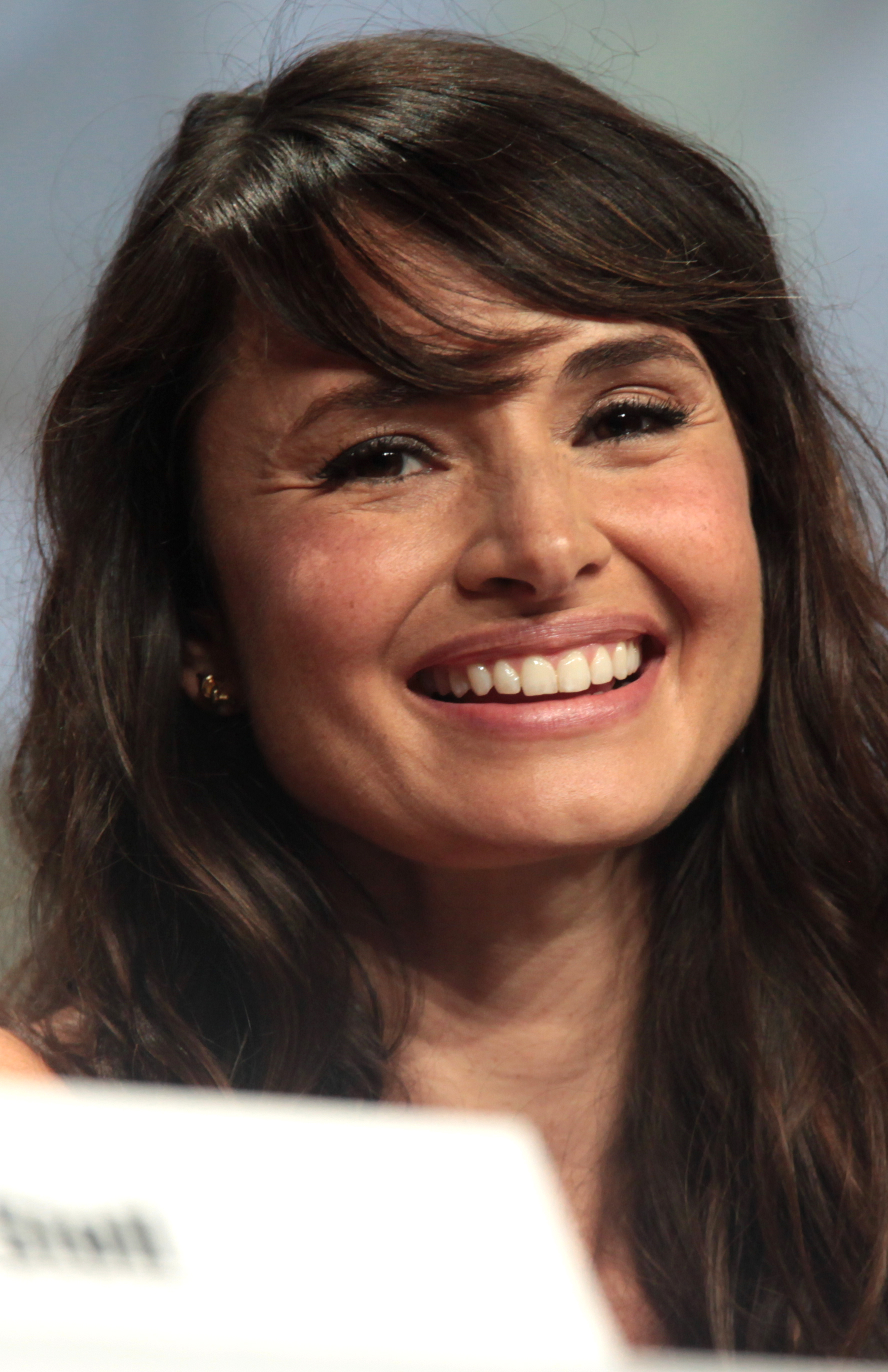
Mía Maestro (* 1978)

- Maestro, Shai (* 1987), israelischer Pianist, Komponist und Arrangeur des Modern Jazz
- Maestro, Virginia (* 1982), spanische Singer-Songwriterin

### Maet
- Maeta, Kanji (1896–1930), japanischer Maler
- Maetani, Koremitsu (1917–1974), japanischer Manga-Zeichner
- Maeter, Hans (1923–2012), deutscher Schriftsteller und Übersetzer
- Maeterlinck, Maurice (1862–1949), belgischer Schriftsteller und Dramatiker französischer SpracheMaurice Maeterlinck (1862–1949)

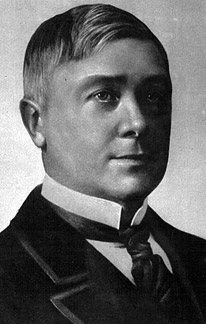
Maurice Maeterlinck (1862–1949)

- Maether, Christiane (* 1941), deutsche Malerin und Kunstprofessorin
- Maets, Carel de (1640–1690), niederländischer Chemiker
- Maets, Carolus de (1597–1651), niederländischer reformierter Theologe
- Maetsuycker, Joan (1606–1678), Generalgouverneur von Niederländisch-Indien
- Maetzel, Emil (1877–1955), deutscher Architekt, Maler, Grafiker und Bildhauer
- Maetzel, Monika (1917–2010), deutsche Keramikkünstlerin
- Maetzel-Johannsen, Dorothea (1886–1930), deutsche Malerin
- Maetzig, Kurt (1911–2012), deutscher Filmregisseur
- Maetzke, Adolph, deutscher Beamter und Politiker
- Maetzner, Eduard (1805–1892), deutscher Gymnasiallehrer sowie Romanist und Anglist

### Maeu
- Maeue, Hiroshi (1968–2009), japanischer Serienmörder

### Maev
- Mäeväli, Sulev (1936–2021), estnischer Kunsthistoriker
- Maeve, Stella (* 1989), US-amerikanische Fernseh- und Filmschauspielerin

### Maey
- Maey, Alma (1897–1992), deutsche Politikerin (SED)
- Maey, Heinrich (1829–1908), deutscher Eisenbahningenieur
- Maeyama, Kyōhei (* 1987), japanischer Fußballspieler
- Maeyens, Tim (* 1981), belgischer Ruderer
- Maeyens, Willy (* 1989), französischer Fußballtorhüter
- Maeyer, Marcel (1920–2018), belgischer Maler
- Maeyer, Rieke de (* 1992), belgische Biathletin

### Maez
- Maezawa, Kōki (* 1993), japanischer Fußballspieler
- Maezawa, Yusaku (* 1975), japanischer Milliardär, Unternehmer, Kunstsammler und designierter WeltraumtouristYusaku Maezawa (* 1975)

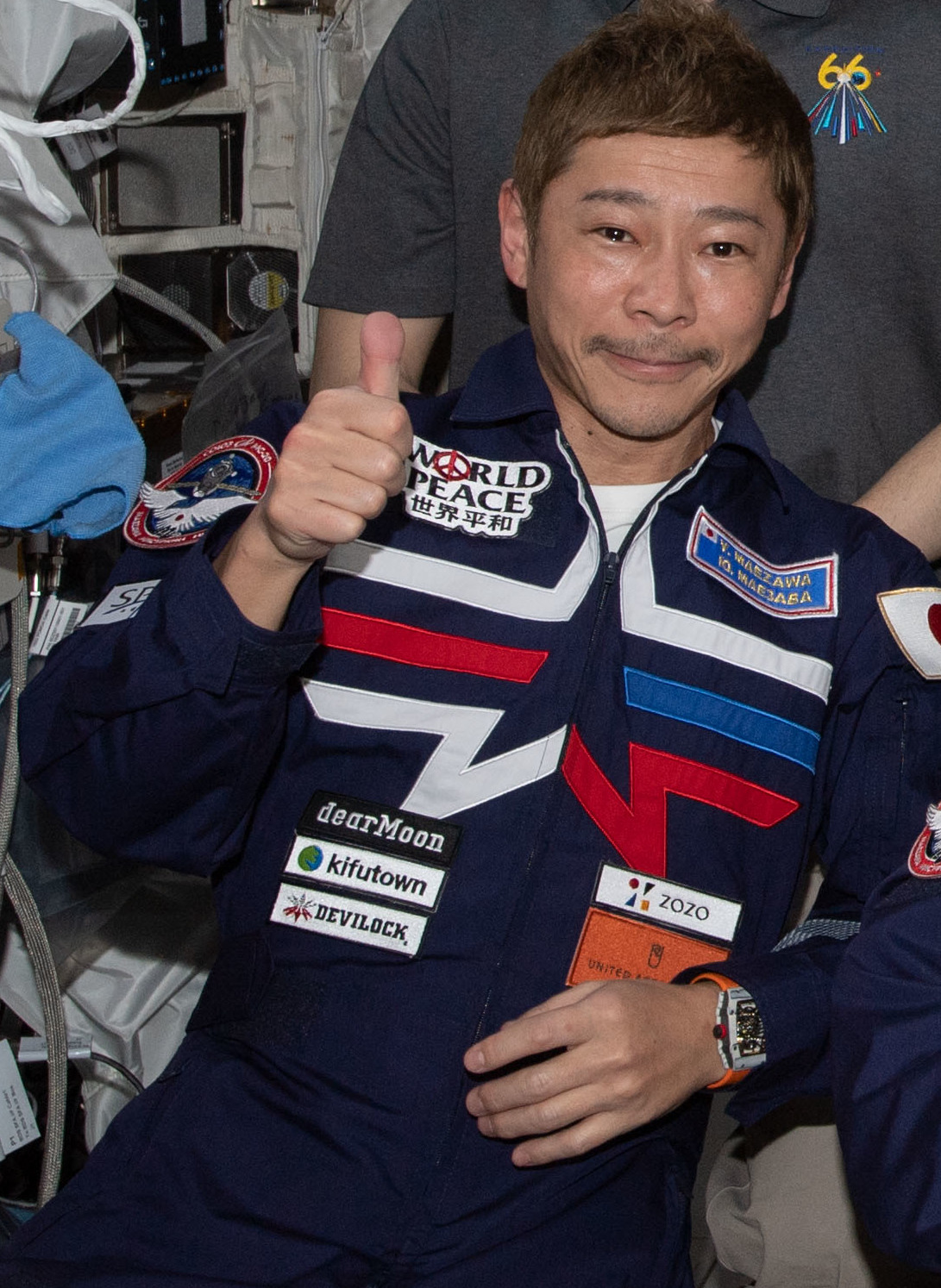
Yusaku Maezawa (* 1975)

- Maezono, Masakiyo (* 1973), japanischer Fußballspieler
- Maeztu, Asier (* 1977), spanischer Bahn- und Straßenradrennfahrer
- Maeztu, María de (1881–1948), spanische Pädagogin und Humanistin
- Maeztu, Ramiro de (1874–1936), spanischer Journalist, Literaturkritiker und politischer Theoretiker